# Mokjong av Goryeo
Mokjong av Goryeo, född 5 juli 980, död 2 mars 1009, var en koreansk monark. Han var kung av Korea mellan 997 och 1009. 